# Всемирный день туалета
Всемирный день туалета (WTD) — официальный международный день Организации Объединённых Наций,  отмечаемый 19 ноября, призван  стимулировать действия по преодолению глобального кризиса в области санитарии. Во всём мире 4,2 миллиарда человек живут без «безопасной управляемой санитарии», и около 673 миллионов человек практикуют открытую дефекацию. Цель в области устойчивого развития направлена на достижение санитарных условий для всех и прекращение открытой дефекации. Всемирный день туалета существует для того, чтобы информировать, вовлекать и вдохновлять людей предпринимать действия для достижения этой цели. Генеральная Ассамблея ООН объявила Всемирный день туалета официальным днём ООН в 2013 году(резолюция A/RES/67/291 «Санитария для всех»), после того как Сингапур представил проект этой резолюции (свой первый проект резолюции Генеральной Ассамблеи ООН).
Ранее Всемирный туалетный день был учреждён Всемирной туалетной организацией и отмечался начиная с 2001 года. UN-Water является официальным организатором Всемирного дня туалета. UN-Water поддерживает официальный сайт Всемирного дня туалета и выбирает специальную тему для каждого года. В 2019 году тема «Не оставляя никого позади» является центральной темой Целей в области устойчивого развития. Темы предыдущих лет включают природные решения, сточные воды, туалеты и рабочие места, а также туалеты и питание. Всемирный день туалета отмечен коммуникационными кампаниями и другими мероприятиями. Мероприятия запланированы организациями ООН, международными организациями, местными организациями гражданского общества и волонтёрами для повышения осведомленности и стимулирования действий. Туалеты важны, потому что доступ к безопасному функционирующему туалету оказывает положительное влияние на общественное здоровье, человеческое достоинство и личную безопасность, особенно для женщин. Системы санитарии, которые небезопасно лечат экскременты, позволяют распространять болезни. Это может привести к серьёзным болезням, передающимся через почву, и болезням, передаваемым через воду, таким как холера, диарея, брюшной тиф, дизентерия и шистосомоз.

## Координатор
В 2013 году ООН-Вода и «Тематическая приоритетная область (ТРА) по питьевой воде и основным санитарным условиям» получили мандат на наблюдение за Всемирным днём туалетов каждый год. Этот мандат описан в резолюции ООН A / 67 / L.75.
В консультации с Целевой группой ООН по водному миру, посвящённой Всемирному дню туалета, которая состоит из организаций-членов ООН по водным ресурсам, ООН-Вода выбирает тему на основе Доклада о развитии водных ресурсов мира за этот год и разрабатывает материалы для информационных кампаний, посвящённых Всемирному дню туалета.
UN-Water управляет веб-сайтом, посвящённым Всемирному дню туалета, который освещает ключевые проблемы и истории, предоставляет средства связи и кампании, а также объявляет о мероприятиях и возможностях для участия.
Общая кампания, посвящённая Всемирному дню туалета, привлекает гражданское общество, аналитические центры, неправительственные организации, учёных, корпорации и широкую общественность к участию в соответствующих социальных сетях и кампаниях по коммуникации. В конечном итоге цель состоит в том, чтобы побудить организации и правительства планировать деятельность и действия по вопросам санитарии для достижения цели 6 в области устойчивого развития.

## Ежегодные темы
Начиная с 2012 года темы Всемирного дня туалета отбирались на каждый год и составляют основу соответствующих коммуникационных кампаний. С 2016 года одна и та же общая годовая тема используется как для Всемирного дня туалета, так и для Всемирного дня воды, на основании Доклада о состоянии водных ресурсов мира.
- 2019 год — не оставляя никого позади — кампания привлекает внимание к тем людям, которые «остались без санитарии, а также к социальным, экономическим и экологическим последствиям бездействия». Это тесно связано с целью 6 в области устойчивого развития, целью которой является устранение открытой дефекации и обеспечение того, чтобы «все имели доступ к устойчивым санитарным услугам к 2030 году, уделяя особое внимание потребностям женщин и девочек, а также тех, кто находится в уязвимом положении».
- 2018 — Природные решения (слоган: «Когда зовёт природа»)
- 2017 — Сточные воды
- 2016 — Туалеты и работа
- 2015 — Туалеты и питание
- 2014 — Равенство и достоинство
- 2013 — Туризм и вода

## Примеры мероприятий и событий

### Запуск отчётов
Некоторые организации публикуют отчёты о туалетах (или связанных с санитарией) во Всемирный день туалетов. Например:
- Коалиция туалетных досок (2017) «Санитария Эконом»
- Водоснабжение и санитария для городской бедноты (WSUP) (2017) «Руководство по укреплению благоприятных условий для управления фекальным илом»
- Международное бюро труда (МОТ) (2016) «WASH @ Work: самообучающийся справочник»
- ВОЗ, ЮНИСЕФ и ЮСАИД (2015) «Улучшение результатов в области питания за счёт улучшения качества воды, санитарии и гигиены: практические решения для политики и программ»

### Мероприятия
- 2019 год. Запланированные мероприятия на Всемирный день туалета 2019 года включают, например, семинар в США под названием «Управление навозом — чему можно научить молодёжь!», Художественные инсталляции в Ирландии под темой «Подумай прежде чем смыть» и «Туалеты для всех» Кампания в сельских районах "в штате Мадхья-Прадеш, Индия.
- 2018 год: мероприятия, посвящённые Всемирному дню туалета в 2018 году, включали различные мероприятия, такие как «хакатон» в Гане для продвижения цифровых решений, семинар, организованный «Инженерами без границ» в Дании, просмотр и обсуждение болливудского фильма «Туалет» : Ek Prem Katha (на английском языке — Туалет: История любви) в Канаде, и школьный конкурс рисунков в Индии.
- 2017: Члены Альянса по устойчивой санитарии (SuSanA) использовали импульс вокруг Всемирного дня туалета в 2017 году для обновления статей Википедии по темам, связанным с WASH. Это способствовало просвещению населения о кризисе санитарии. Документальный фильм «Следуй за потоком», выпущенный 19 ноября 2017 года, рассказывал людям о том, что происходит под улицами Нью-Йорка после того, как человек смывает туалет в Манхэттене. В преддверии Всемирного дня туалета 2017 года сообщества во всём мире собрались на тему «Срочные пробежки», посвящённые теме санитарии. Было проведено более 63 мероприятий в 42 странах. Мероприятия включали весёлые забеги, прогулки по осознанию, программы чистки туалетов, карнавалы и даже парады мотоциклов. В число участвующих стран входят: Бангладеш, Бенин, Бутан, Бурунди, Камбоджа, Камерун, Канада, Китай, Конго-Браззавиль, Франция, Гамбия, Германия, Гана, Индия, Индонезия, Италия, Кения, Монголия, Мозамбик, Намибия, Нидерланды, Пакистан, Филиппины, Сенегал, Танзания, США и Вьетнам.

## Воздействие

### Влияние социальных сетей
Кампания, посвящённая Всемирному дню туалета, и связанные с ней публикации охватывают миллионы людей с помощью социальных сетей, специализированных веб-сайтов и других каналов. Более 100 мероприятий в 40 странах были зарегистрированы на веб-сайте Всемирного дня туалета как в 2016, так и в 2017 году. В 2017 году максимальный потенциальный охват хэштега #WorldToiletDay составил более 750 миллионов человек в социальных сетях. В 2018 году максимальный потенциальный охват увеличился на 15 % по сравнению с 2017 годом; онлайн активность и авторы также выросли на 12 % и 22 % по сравнению с 2017 годом соответственно.

## История
19 ноября 2001 года Джеком Симом, филантропом из Сингапура, была основана неправительственная организация Всемирная туалетная организация (ВТО). Впоследствии он объявил 19 ноября Всемирным днем туалета. Название «Всемирный день туалета», а не «Всемирный день санитарии» было выбрано для упрощения обмена сообщениями в общественных местах, хотя туалеты являются лишь первой ступенью систем санитарии.
Мероприятия, посвящённые Всемирному дню туалета, и кампании по повышению осведомленности общественности повышают осведомленность общественности о более широких системах санитарии, которые включают очистку сточных вод, управление фекальными илами, утилизацию твёрдых бытовых отходов, управление ливневыми стоками, гигиену и мытьё рук. Кроме того, Цели ООН в области устойчивого развития требуют не только туалетов. Цель 6 требует адекватной санитарии, которая включает в себя всю систему для обеспечения безопасной переработки отходов.
ВТО начала добиваться всемирного признания Всемирного дня туалета, и в 2007 году Альянс по устойчивой санитарии (SuSanA) также начал активно поддерживать Всемирный день туалета. Их усилия по привлечению внимания к кризису в области санитарии были подкреплены в 2010 году, когда ООН официально провозгласила право человека на воду и санитарию.
В 2013 году совместная инициатива правительства Сингапура и Всемирной туалетной организации привела к появлению первой в Сингапуре резолюции ООН под названием «Санитария для всех». Резолюция призывает к коллективным действиям, чтобы положить конец мировому санитарному кризису. Всемирный день туалета был объявлен официальным днём ООН в 2013 году. Эта резолюция была принята 122 странами на 67-й сессии Генеральной Ассамблеи ООН в Нью-Йорке.
Цели в области устойчивого развития (ЦУР) заменили Цели в области развития, сформулированные в Декларации тысячелетия (ЦРДТ) в 2016 году. Во Всемирный день туалета 19 ноября 2015 года Генеральный секретарь Организации Объединённых Наций Пан Ги Мун призвал к активным действиям для возобновления усилий по обеспечению доступа к адекватной санитарии для всех. , Он напомнил всем о «Призыве к действию в области санитарии», который был запущен в 2013 году, и о цели положить конец открытой дефекации к 2025 году. Он также сказал: «По многим показателям санитария является самой недооценённой целью Целей развития тысячелетия».
Заместитель Генерального секретаря ООН Ян Элиассон был удостоен чести во Всемирный день туалета в 2016 году в Нью-Йорке за его глубокую приверженность нарушению запрета на санитарию. Например, он доставил видеообращение к участникам WaterAid. совместное мероприятие Unilever в Европейском парламенте по случаю Всемирного дня туалета 2014 года. В 2016 году ООН-Вода поддержала «Тост за туалеты» в Нью-Йорке с Миссией ООН в Сингапуре.

## Предпосылка
Во всём мире 4,2 миллиарда человек живут без «надёжно управляемой санитарии», и около 673 миллионов человек во всём мире практикуют открытую дефекацию. Для женщин и девочек особенно трудно испражняться под открытым небом. Женщины, как правило, прибегают к покрову тьмы, чтобы дать им больше уединения, но затем рискуют подвергнуться нападению, когда одни ночью.
По оценкам, 58 % всех случаев диареи в мире в 2015 году были вызваны небезопасной водой, плохими санитарными условиями и плохой гигиеной, такой как неадекватное мытьё рук. Это привело к полмиллиона детей в возрасте до пяти лет, умирающих от диареи в год. По оценкам, обеспечение санитарии уменьшит шансы детей, страдающих диареей, на 7-17 %, а смертность детей в возрасте до пяти лет — на 5-20 %.
Право человека на воду и санитарию было признано в качестве права человека Генеральной Ассамблеей Организации Объединённых Наций (ООН) 28 июля 2010 года. Отсутствие доступа к санитарии (туалетам) влияет на здоровье, достоинство и безопасность населения. Распространение многих заболеваний (например, гельминтоза, передаваемого через почву, диареи, шистосомоза) и задержки роста у детей напрямую связано с воздействием на человека людей, поскольку туалеты либо отсутствуют, либо не используются.
Цель 6 в области устойчивого развития направлена на обеспечение санитарных условий для всех.